# Ibrahim Souss
Ibrahim Souss, né en 1945 à Jérusalem, en Palestine mandataire, est un écrivain et homme politique palestinien.

## Biographie
Ibrahim Souss fait ses études en France à l'Institut d'études politiques de Paris, à l'École normale de musique de Paris, ainsi qu'à la Royal College of Music à Londres. Il est docteur d'État en science politique de l'université de Paris.
En plus de sa carrière politique, il entreprend une carrière musicale comme pianiste compositeur, et une carrière littéraire comme poète et romancier, ainsi qu'essayiste politique.
Il est, de 1978 à 1992, représentant de l'Organisation de libération de la Palestine (OLP) et délégué général (ambassadeur) de la Palestine en France, représentant de l'OLP à l'UNESCO, de 1975 à 1980, et, de 1983 à 1985, ambassadeur de Palestine au Sénégal.
En 1998, il devient sous-directeur général, directeur régional du Bureau international du travail (BIT).
En 2003 il prend le poste de vice-président de l'université al-Qods à Jérusalem. Professeur de sciences politiques dans plusieurs universités européennes dont les écoles militaires de Saint-Cyr Coëtquidan, l'Institut catholique d'études supérieures (ICES), Webster University, la Geneva School of Diplomacy et Malta University, LINK Campus Rome, il est aujourd'hui professeur à l'université Zayed aux Émirats arabes unis. Il est également le président de la Fondation de Genève pour la Gouvernance.

## Ouvrages
- Les Fleurs de l'olivier, Dialogpress, 1985
- Lettre à un ami juif, Le Seuil, 1988 ; trad. Letter to a Jewish Friend, GSD, 2007
- Les Roses de l'ombre, Stock, 1989
- Goliath, Paris, Belfond-Pré aux Clercs, 1989
- De la Paix en général et des Palestiniens en particulier, Le Pré aux clercs, 1991
- Au commencement était la pierre, Paris, Belfond-Pré aux Clercs, 1993
- Dialogue entre Israël et la Palestine (avec Zvi El-Peleg), Plon, 1993. Les archives sonores qui ont permis la publication de cet ouvrage sont conservées au sein du Secteur Archives de la recherche - Phonothèque de la Médiathèque de la MMSH à Aix-en-Provence et consultables sur site.
- Les Rameaux de Jéricho, DS, 1994
- Le Retour des hirondelles, Belfond, 1997
- Loin de Jérusalem, Liana Lévi, 1998